# Herrhausen – Der Herr des Geldes
Herrhausen – Der Herr des Geldes ist ein deutscher Polit-Thriller in vier Teilen von Regisseurin Pia Strietmann.
Er erzählt nach wahren Begebenheiten von den Machtverstrickungen zwischen Staat und Wirtschaft vor dem Hintergrund der deutschen Wiedervereinigung. Oliver Masucci spielt die Titelrolle des 1989 ermordeten Wirtschaftslenkers Alfred Herrhausen, Julia Koschitz spielt seine Frau Traudl.

## Produktion und Veröffentlichung
Die Serie wurde 2022 und 2023 in Deutschland, Belgien und Griechenland gedreht, war vorab ab dem 30. September 2024 in der ARD Mediathek zu sehen und wurde als Zweiteiler an zwei Abenden im Oktober 2024 im Ersten ausgestrahlt.
Er wurde von der Sperl Film- und Fernsehproduktion in Koproduktion mit ARD Degeto, rbb, hr, SWR und in Zusammenarbeit mit X Filme Creative Pool realisiert.
Gefördert wurde das Projekt von der Film- und Medienstiftung NRW, FFF-Bayern, HessenFilm und Medien und dem German Motion Picture Fund mit Unterstützung von Beside Tax Shelter und Fund. Der Herr des Geldes wird weltweit von Fremantle vertrieben.

## Handlung
Alfred Herrhausen, Chef der Deutschen Bank, wird im November 1989 bei einem Attentat in seinem gepanzerten Fahrzeug von der Rote Armee Fraktion ermordet.
Es wird sein Aufstieg dargestellt: Er will die Finanzwirtschaft verändern und den Ländern des Globalen Südens teilweise Schulden erlassen. Mit einem Kredit an die UdSSR bedient er sowohl die Interessen der Bank als auch die seines Freundes Bundeskanzler Helmut Kohl. Er unterstützt damit auch die Reformen Michail Gorbatschows. Die Regierung der USA ist darüber irritiert, ebenso wie Stasi-Chef Erich Mielke, der das Ende des DDR-Regimes befürchtet. Geheimdienste interessieren sich nun für Herrhausen. Er weiß, dass ihm vielleicht nur kurze Zeit bleibt, um seine Vorstellungen durchzusetzen. Indem er seine Macht ausweitet, versucht er, seine Rivalen im eigenen Haus in Schach halten. Doch auch außerhalb der Bank bringen sich seine Gegner in Stellung.

## Auszeichnungen
Das Drehbuch von Thomas Wendrich wurde beim Serienfestival Series Mania in Lille als bestes Drehbuch 2024 ausgezeichnet.
Produzentin Gabriela Sperl erhielt den Bernd Burgemeister Fernsehpreis.
Die Miniserie erhielt den Grimme-Preis 2025.

## Verweise
- Herrhausen – Der Herr des Geldes in der ARD-Mediathek. Sendungsseite, abrufbar bis 3. Oktober 2026
- Herrhausen – Der Herr des Geldes bei IMDb